# Edinburgh University Press
Edinburgh University Press est un éditeur académique de livres universitaires et de revues, basée à Édimbourg, en Écosse.

## Histoire
Edinburgh University Press (EUP) est fondée dans les années 1940 et est devenue une filiale de l'université d'Édimbourg en 1992. Les projets de publication sont évaluées et approuvées par le comité éditorial, composé de professeurs de l'université. Depuis août 2004, les éditions bénéficient du statut d'organisme de bienfaisance.
En novembre 2013, l'EUP acquiert les Dundee University Press, afin d'accroître l'édition de manuels et les ventes numériques, avec un accent particulier sur le droit,,.

## Publications
Edinburgh University Press publie un éventail de publications de recherche, notamment des monographies et des ouvrages de référence, qui sont disponibles en ligne. Les éditions publient des manuels pour étudiants et enseignants. EUP publie environ 120 livres et 30 revues chaque année.
Edinburgh University Press publie principalement des ouvrages de sciences humaines et sociales,.
Les ressources des éditions sont en partie accessibles sur l'University Publishing Online, la plate-forme en ligne de la Cambridge University Press.

### Accès libre
EUP a mis en place différents forfaits d'accès pour les auteurs, et est l'un des treize éditeurs à participer au programme « Knowledge Unlatched », un consortium de bibliothèques, en tant que pilote.